# هش (دی‌جی)
HOSH (متولد هولگر بهن در هامبورگ، آلمان) یک دی جی و تهیه‌کننده آلمانی است وی بخشی از لیبل تجاری Diynamic و بنیانگذار fryhide (یا به زبان آلمانی "Freiheit") است.

## حرفه
أصبح مهتمًا بالإنتاج لأنه كان مهتمًا بكيفية تجميع التسجيلات التي قام بتشغيلها .ولد هوش عام 1986 في هامبورج. أصبح مهتمًا بالإنتاج لأنه كان مهتمًا بكيفية تجميع التسجيلات . HOSH می‌گوید: «وقتی نوبت به تولید می‌رسد، ساخت موسیقی برای من مانند پخت و پز است - هرچه عشق بیشتری داشته باشید غذا / آهنگ بهتر می‌شود.» در سال ۲۰۰۶، HOSH اولین همکاری را با Solomun & Stimming داشت. او اولین عضو شرکت Diynamic بود و موزیک‌های موفقی مانند Oelckersallee EP و White Elephant را منتشر کرد. موزیک‌های بعدی و رمیکس‌های دیگر او Kindisch , Get Physical , Stil Vor Talent , Supernature , Freerange , Strictly Rhythm , Dessous , Tsuba و موارد دیگر است. HOSH که عضوی حیاتی از کمپانی Diynamic بود، آلبوم خود را در سال ۲۰۱۰ در Diynamic 'Connecting The Dots' منتشر کرد، آلبومی متشکل از ده ترک موسیقی رقص تکنو که همگی از لیبل نام تجاری Diynamic برخوردار هستند. HOSH از این مرحله به بعد راهی را برای آینده موسیقی زیرزمینی خود مشخص می‌کند. HOSH در سال ۲۰۱۰ با EP Cash the Chord وارد جدول موسیقی شد. از آنجا که او همچنان یکی از اصلی‌ترین عناصر Diynamic است و تقریباً هر هفته در Sankeys Ibiza برای شب‌های نئون به هنرپردازی موسیقی دی جی می‌کند.
بعد از سال ۲۰۱۳، HOSH به صورت ویژه ۴ نسخه از ۸ آهنگ را در Diynamic با نام 'Forever Young' ارائه داد - HOSH می‌گوید: "همه ما جوان بودیم که آرزوهای خود را داشتیم. زندگی برای ما هرگز دیر نیست. این مجموعه اساساً موضوعی است که دربارهٔ این مجموعه، خاص است. " HOSH با ارائه نکات برجسته، برای ساخت ریمیکس رسمی Sono's "Keep Control" که در سال ۲۰۱۳ در Kontor Music منتشر شد، قدم برداشت. این نسخه اصلی در ۱۰۰ لیست برتر Beatports بود. HOSH سپس سفر Diynamic خود را با آخرین اکران خود "Karma EP" در سال ۲۰۱۷ به پایان برد - در سال ۲۰۱۷ به عنوان شماره ۱ در نمودارهای Beatport تبدیل شد. تابستان ۲۰۱۶، HOSH توسط Heart Ibiza دعوت شد تا پنج تاریخ اختصاصی را با ROULETTE داشته باشد - تا مفهوم بصری و صوتی منحصر به فردش را به رخ بکشد.. دعوت او در در کنار دیگر آرتیست‌های دی جی، از جمله پاتریس باومل، ماتیاس مایر و بسیاری دیگر. HOSH می‌گوید: "Heart جایی در جزیره است که واقعاً می‌خواهد پیشگام باشد و همیشه به دنبال مفاهیم تازه است - من احساس می‌کنم ایده ROULETTE ما، راه مناسبی را پیدا کرده‌است"، او به DJ Mag Ibiza گفت. "اگر امسال به یکی از پنج رویداد ما بیایید، چیزی را پیدا خواهید کرد که در هیچ برنامه موسیقی دیگری در این جزیره پیدا نمی‌کنید!"
HOSH با افتتاح فصل جدیدی در سال ۲۰۱۷، کمپانی fryhide خود را تأسیس کرد؛ که با آلبوم "Stories From Sa Talaia" آغاز شد، ترکیبی ایجاد کرد که HOSH به عنوان بارگیری رایگان برای طرفداران خود ارائه داد. سپس آهنگ‌ها را از طریق 4 EP و با همکاری با GHEIST , Tim Engelhardt , Lehar , Pig & Dan , Karmon , Mia Lee , Sono , Musumeci و Johannes Brecht منتشر کرد. از زمانی که fryhide موفقیت بزرگی در انتشار موسیقی از هنرمندانی مانند Artbat , Tone Depth , Groj، ۱۹۷۹ و بیشتر کسب کرده‌است - تبدیل شدن به یکی از بهترین لیبل‌ها و داشتن رتبه‌های بالای نمودار در ۱۰۰ سبک برتر Beatport و Melodic House & Techno. حرکت به جلو HOSH از طریق ویترین‌هایی در مونترال، بازل، برلین، آمستردام، هامبورگ و بارسلونا طرفداران خود را سر و صدا کرده‌است. از سال ۲۰۱۸، HOSH نامزد دریافت جایزه Melodic House & Techno DJ Awards در کنار هنرمندانی مانند Solomun , Tale Of Us , Maceo Plex و غیره شد.
HOSH رو به جلو و در رویدادهای درجه یک مانند جشنواره موسیقی ULTRA شرکت کرده‌است، و اقامت خود را در ایبیزا حفظ کرده‌است و به‌طور منظم در تمام کلاب‌های مطرح‌های مهم این جزیره از Pacha تا Amnesia بازی می‌کند. علاوه بر افزودن به افتخارات وی، او یکی از برجسته‌ترین کارهای Cityfox Experience در نیویورک بوده‌است و قبل از قرنطینه در ماه فوریه، او مجموعه ای را برای سریال جریان مشهور بین‌المللی Cercle در کاخ Jai Vilas در Gwalior، هند اجرا کرد که تقریباً ۲ میلیون بازدید تا به امروز داشت.

### نیمه شب (درخت معلق)
در سال ۲۰۱۹، HOSH با یک تازه‌وارد ایتالیایی متولد سال ۱۹۷۹ (معروف به نام ونیزی متولد، تهیه‌کننده مستقر در آمستردام، جیووانی سالویاتو) در نسخه رقص آهنگ Hanging Tree بازی‌های گرسنگی جیمز نیوتون هوارد همکاری کرد. این آهنگ اکنون با عنوان Midnight (The Hanging Tree) و با حضور Jalja خواننده، پس از انتشار انحصاری در Beatport در دسامبر ۲۰۱۹، به آهنگ ۱ در لیست پخش Melodic House و Techno Tracks رسید. در سال ۲۰۲۰ این موسیقی با مارک گیلسپی و پیت تانگ با نام‌های سه شش صفر ضبط و امضا شد با انتشار تبلیغات انگلستان توسط برچسب وزارت صداهای ضبط شده سونی. این آهنگ سپس توسط آنی مک رادیو BBC 1 به عنوان «داغترین رکورد هفته» انتخاب شد و همچنین آهنگ جدید ضربان جدید پیت تانگ، اولین دهه بود. پس از چند ماه آویختن در پایین جدول ۱۰۰ تک آهنگ رسمی، سرانجام این آهنگ در ۲۶ ژوئن ۲۰۲۰ با شماره ۳۴ وارد ۴۰ آهنگ برتر شد. "Midnight (Hanging Tree)" از زمان اکران در ژانویه ۲۰۲۰، موفقیت جهانی غیرقابل انکاری را به خود دیده‌است، بیش از ۲۳ میلیون جریان در Spotify و بیش از ۴۰ میلیون در همه سیستم عامل‌ها جمع شده‌است. این تک آهنگ در مدار بین‌المللی DJ پذیرفته شد و در ژوئن ۲۰۱۹ وظایف قابل توجهی را از MK و Henrik Shwarz دریافت کرد .

### Becky Hill and Sigala - Heaven On My Mind (HOSH Remix)
HOSH که در آگوست سال ۲۰۲۰ منتشر شد، توسط بکی هیل و سیگالا در حال رقص پاپ انگلیس جذب شد تا آهنگ تابستانی خود را دوباره بسازد. ریمیکس HOSH از "Heaven On My Mind" هم‌اکنون از طریق چاپ Polydor با موسیقی‌های گسترده و دوبل موجود در Beatport در سراسر جهان در دسترس است.

### آلبوم
- ۲۰۱۰: اتصال. است. نقطه (دینامیکی)

### تک آهنگ و EP
- 2006: "Süßstoff" (استعداد Stil Vor)
- 2006: Solomun & HOSH - Oelkersallee EP (Diynamic)
- 2007: Solomun / HOSH - Mischwaren EP (Diynamic)
- ۲۰۰۷: مضامین، ریتم‌ها و هارمونی‌ها / جازکانتین (دینامیک)
- 2007: "Grünanlage" (استعداد Stil Vor)
- ۲۰۰۷: "فیل سفید" (کیندیش)
- 2008: Under a Fig Tree EP (Diynamic)
- 2008: Stimming / HOSH / Solomun - Trilogy EP (Diynamic)
- 2008: Remix Session 01 (Diynamic)
- 2009: EP بهتر و شیرین (Diynamic)
- 2010: Cash the Chord EP (Diynamic)
- 2011: The Remix Session 07 (Diynamic)
- 2011: "Tour De Fonque" (موسیقی لنا)
- 2012: Ego EP (ضبط‌های تخت پوکر)
- 2012: Neon EP (Diynamic)
- 2012: Life Is Music Is Life EP (Diynamic)
- 2012: HOSH & HearThug - "Technicolor" (استرانجور)
- 2013: HOSH برای همیشه جوان 2 (Diynamic) را ارائه می‌دهد
- 2013: HOSH PRES. برای همیشه جوان (۱۰ اینچ) (دینامیک)
- 2013: HOSH Forever Young ۳ را ارائه می‌دهد (Diynamic)
- 2014: Forever Young 4 (Diynamic)
- 2015: Cilantrophy EP (Diynamic)
- 2016: "Lunchtime" (Bedrock Records)
- 2017: EP کارما (Diynamic)
- ۲۰۱۷: داستانهایی از Sa Talaia - سرخ‌پوست
- ۲۰۱۸: در رادار - پوست سرخ شده
- ۲۰۱۸: کور - پوست سرخ
- ۲۰۱۸: جدی - سرخ کردن
- ۲۰۱۸: سواری غیر متعارف - سرخ کردن
- 2018: Express / Airwolf - سرخ‌پوست
- ۲۰۱۹: انقلاب - پوست سرخ
- ۲۰۱۹: نیمه شب - پوست سرخ
- 2019: Midnight (Remixes) - Three Six Zero

### ریمیکس‌ها
- 2007 Dizko Toaster - Toast Hawaii (HOSH Remix) - Stil Vor Talent
- 2007 Smith and Burns - Come On Digital (HOSH Remix) - Deepdub Recordings
- 2007 Catorze - Lusco fusco (HOSH Remix) - Bloop Recordings
- 2008 Koletzki - موسیقی از قلب (ریمیکس HOSH) - Stil vor Talent
- ۲۰۰۸ لوسی - طبقه پایین (ریمیکس HOSH) - Meerestief
- 2008 Sweno N- Lore - Ziodoor (HOSH Remix) - پارکت
- 2008 Daso - Bummelzug (HOSH Remix) - فلش
- ۲۰۰۸ میلتون جکسون - اشباح (ریمیکس HOSH) - فریزر
- 2008 Nicone - Una Rosa (HOSH Remix) - Stil vor Talent
- ۲۰۰۹ لوسی - طبقه پایین (ریمیکس HOSH) - Meerestief Digital
- ۲۰۰۹ میلتون جکسون - ارواح در ماشین من (ریمیکس HOSH) - فریزر
- 2009 Sole Fusion - Bass Tone (HOSH Remix) - سختگیرانه ریتم
- 2010 Alex Moments و Matt Brown - Odette (HOSH Remix) - ابرنواختر
- 2010 Trickski - Pill Collins (HOSH Remix) - Suol
- 2011 Gorge - Makena (HOSH Remix) - ۸ بیت رکورد
- 2011 Audiojack - No Rest For The Wicked (HOSH Remix) - Gruuv
- 2011 Moonbeam - No Porets (HOSH Remix) - Neurotraxx Deluxe
- 2011 Adultnapper - Idiot Fair (HOSH Remix) - Pokerflat
- 2012 Rivera Rotation - Singing Our Song (HOSH Remix) - Lounge Records
- 2013 HNQO feat BR - We Do It (HOSH Remix) - Playperview
- 2013 Sono - Keep Control (HOSH Remix) - Kontor Records
- 2013 Marlon Hoffstadt & HRRSN - Skin And Bone (HOSH Remix) - Stil vor Talent
- 2013 Riva Star feat. Rssll - Detox Blues (HOSH Remix) - قاپ بزن! سوابق
- 2015 ABBY - Halo (ریمیکس پسر HOSH) - 2DIY4
- 2015 ABBY - Halo (ریمیکس شب HOSH) - 2DIY4
- 2015 Kaiserdisco - Jet Stream (HOSH Remix) - KD RAW
- Kaiserdisco 2015 - جت استریم (میکس ملودرام HOSH) - KD RAW
- ۲۰۱۵ از ماه - از ماه (feat. Bartlee) (ریمیکس HOSH) - رکوردهای صوتی
- Andre Winter, D-SAW 2016 - آهنگ ۱۰:۳۰ (ریمیکس HOSH) - Capital Heaven
- 2016 RÜFÜS - Innerbloom (HOSH Remix) - Sweat It Out!
- 2017 Simon Berry, Luke Brancaccio - Oblivion (HOSH Remix) - Bedrock Records
- 2018 Desert Sound Colony - Sunrise Of My Mind (HOSH Remix) - Fayer
- 2018 Groj - The Crossing (HOSH Remix) - سرخ کردن
- Hernan Cattaneo 2018، Lonya - Confession EP (HOSH & Tone Depth Remix) - ضبط‌های وارونگ
- 2018 Tone Depth , Fetsum , Johannes Brecht - رایگان (ویرایش HOSH) - موسیقی Diyanamic
- 2019 Poe - Through Glass (ویرایش HOSH) - سرخ کردن
- 2019 Simao - The Chase (ویرایش HOSH) - سرخ کردن
- 2019 Joplyn - Money Machine (ریمیکس HOSH) - Stone Free Berlin
- Crooked Colors 2019 - IC Light (ریمیکس HOSH) - سرخ کردن
- 2020: Boss Doms - I Want More (feat. Kyle Pearce) [ریمیکس HOSH] - موسیقی وارنر ایتالیا
- 2020: Becky Hill and Sigala - Heaven On My Mind (HOSH Remix)